# Тодор Марев
Тодор Бойчев Марев е бивш български футболист, защитник. Играл е за „Черно море“ (1972-1990, 1994), „Доростол“ Силистра и „Овеч (Провадия)“ (1991-1992). Има 422 мача и 2 гола в А група, и 108 мача в Б група за „моряците“. Рекордьор по участия за ФК Черно море в А група. Изиграл е 16 за “А“ националния отбор (1976-1985), 8 мача за младежкия и 26 мача с 2 гола за юношеския национален отбор. Балкански шампион за младежи през 1969 г. в Солун. Марев печели наградата „Футболист на Варна“ в три последователни сезона (1976, 1977, 1978).

## Футболна кариера
Тодор Марев преминава през всички детско-юношески формации на „ФК Черно море“. Талантът му за големия футбол е открит от треньорите на „моряците“ Иван Моканов и Георги Димитров-Червения. Именно под ръководството на Червения 17-годишният Марев прави дебюта си в мъжкия отбор срещу ФК „Дунав“ Русе на 4 юни 1972 г. Тодор Марев бързо се налага като титуляр и лидер на поста на последен в защитата.
Само 22-годишен за първи път слага капитанската лента на „Черно море“. Без да се отличава с изключителна физика или прекалена твърдост в единоборствата Марев развива таланта си на основата на бързина, техника и чувство за пласиране, разгадавайки често ходовете на противниковото нападение. Под неговото ръководство защитата на „моряците“ е една от най-трудно пробиваемите в А РФГ. В игрови план Марев рядко се включва в нападателната фаза и отбелязва първия си гол за „моряците“ в градското дерби срещу „Спартак“ на 29 септември 1985 г., когато оформя крайния резултат (3-0).
За спортсменството му говори факта, че през 22-годишната си кариера като футболист Марев е получавал червен картон само един път, в последната минута на варненското дерби на 6 април 1994 г. (2-2), в последния си състезателен сезон.
Тодор Марев изиграва общо 530 мача за „Черно море“ в А и Б група, което се явява национален рекорд за мачове, играни за само един отбор. Тук не са броени мачовете, играни за националната купа и турнира „Интертото“. След няколко сезона в „Доростол“ Силистра и Овеч Провадия в края на футболната си кариера Марев се завръща за един последен сезон при „моряците“ и на 39-годишна възраст официално прекратява състезателната си дейност с бенефисен мач на 13 август 1994 г.
След като е изиграл 36 мача в юношеските и младежки формации на националния отбор, Тодор Марев получава повиквателна за А отбора от треньора Стоян Орманджиев и дебютира в центъра на защитата на 22 декември 1974 г., в Генуа, в приятелски мач срещу Италия (0-0). Марев изиграва последния си мач с националната фланелка във Варна срещу Швейцария (1-1) на 9 март 1983 г.

## Треньорска кариера
Тодор Марев е дипломиран икономист от ВИНС Варна (1983), и през 1995 г. успешно завършва НСА със специалност Футболен треньор. След приключване на активната си състезателна дейност работи като треньор в детско-юношеската школа на клуба, наставник на дамския отбор „Грандхотел Варна“, с който е два пъти шампион на страната.
Марев приема за кратко време предизвикателството да поеме „Черно море“ като старши треньор през 1997 г., когато отборът е в тежка криза и е заплашен от изпадане във В група, след което се отдава на работата си в ДЮШ на клуба.
В треньорската си кариера постига редица успехи с юношеската формация на „Черно море“ родени 1991 г. Момчетата водени от Марев стават първия отбор от школата на „Черно море“, който печели турнира „Илия Кирчев“, побеждавайки кръвния враг Спартак Варна с категоричното 3-1. Също така момчетата, родени през 1991 г., печелят детски турнири в Белослав и Приморско. На републиканско първенство достигат на два пъти до 1/4 финал, като единия път като юноши старша възраст са с година по-малки от опонентите си и губят от бъдещия шампион „Славия“ в реванша с 2-0 след победа във Варна с 2-1. Понастоящем Тодор Марев е треньор в „Черно море“ на деца, родени през 2000 г.